# Kuglično navojno vreteno
Kuglično navojno vreteno (razgovorno kuglično vreteno) je vrsta navojnog vretena koja služi za precizno pretvaranje kružnog gibanja (rotacije) u pravocrtno gibanje (translaciju), u kombinaciji s dvodijelnom maticom, uglavnom kod modernijih CNC alatnih strojeva. Kuglično navojno vreteno se koristi jer nema povratnog praznog hoda (eng. backlash) kao kod trapeznog navojnog vretena. Neki upravljački sustavi mogu kompenzirati prazan hod kod trapeznih vretena, no to je nepouzdano kad je potrebna visoka točnost. Na vreteno dolazi kuglična matica koja se prilikom okretanja vretena pomiče pravocrtno (linearno) po uzdužnoj osi vretena. Kao i kod vodilica, zbog kuglične izvedbe koeficijent trenja je vrlo malen. Kuglična matica se s ostatkom alatnog stroja spaja preko kućišta za kugličnu maticu. Ako su ležajevi pričvršćeni na nepomični dio onda se kućište matice mora pričvrstiti na pomični dio i obrnuto. Kuglično navojno vreteno preuzima sva uzdužna (aksijalna) naprezanja no ta naprezanja nisu velika jer težina kliznog sklopa nema primjetljiv utjecaj kod pomaka zbog vrlo malog trenja, a kod strojne obrade se veliki dio sile prenosi na klizne vodilice. Kuglično navojno vreteno je pogonjeno servomotorima obično preko zupčastih remena.

## Prednosti i nedostaci
Kod ovog prigona se javlja vrlo malo trenje između matice i kugličnog navojnog vretena, jer ovdje nema klizanja već se zapravo matica pomoću kuglica kotura po kugličnom navojnom vretenu. Sva 3 strojna dijela su napravljena u malim tolerancijama dužina i stoga su pogodni za korištenje u situacijama u kojima je potrebna visoka preciznost, a to su suvremeni numerički upravljani strojevi (CNC upravljanje). Da bi održali točnost i osigurali dug vijek trajanja, velika pažnja je posvećena izbjegavanju zagađenja (kontaminacije) s prljavštinom i abrazivnim česticama. 
Kuglična navojna vretena s dvodijelnom maticom su vrlo osjetljiva na temperaturu (toplinsko istezanje). Ovaj utjecaj ne treba podcjenjivati. Porast temperature od samo 10 °C uzrokuje protezanje za čak 120 μm po metru vretena. U praksi to može značiti da alatni stroj ne postigne potrebnu preciznost. Da bi se to izbjeglo, razvijena su dva načina hlađenja:
- prvi je hlađenje dvodijelne matice. Rashladno sredstvo hladi maticu kroz ugrađeni (integrirani) rashladni sustav.
- drugi, učinkovitiji način hlađenja je prolazak rashladnog sredstva kroz šuplje vreteno. Takav način se pokazao vrlo učinkovit, zbog toga što se vreteno hladi cijelom dužinom osiguravajući tako potrebnu preciznost kroz cijeli radni period stroja.

Današnja kuglična navojna vretena postižu brzine od oko 80 m/min. Kuglice se izrađuju od keramike, ali se više koriste čelične kuglice. Keramičke se kuglice koriste samo kod visoko preciznih strojeva i kod strojeva gdje je potrebno ostvariti velike brzine i ubrzanja. Matice u kugličnim navojnim vretenima su najčešće podmazane mazivom mašću. Sustav kugličnih navojnih vretena se kroz godine pokazao pouzdanim i kao takav postao je standardan.

## Slike
|                                        |                                                             |                                                                          |                                                                     |
| Način rada kugličnog navojnog vretena. | Linearni pogon s maticom na bazi hibridnog koračnog motora. | Prikaz dodira i zračnosti koji se javljaju u kuglastog navojnog vretena. | Prikaz dodira kod kuglastog navojnog vretena s dvodijelnom maticom. |